# Castillo de Montaigne
El castillo de Montaigne o palacio de Montaigne (en francés: Château de Montaigne) es un castillo palaciego francés de origen medieval situado en las fronteras del Périgord y el Bordelais, cerca de Bergerac y Saint-Emilion, en el pequeño pueblo de Saint-Michel-de-Montaigne, perteneciente al departamento de la Dordoña. Antiguo castillo fortificado que data del siglo XIV, fue la residencia de la familia del filósofo y pensador renacentista Michel de Montaigne. Está clasificado como monumento histórico de Francia desde el 28 de marzo de 1952.
Su parte más antigua, la torre de la Biblioteca, fue objeto de una clasificación en el título de los monumentos históricos en 1952 y el resto del edificio de una inscripción en 2009.
Ha sido distinguido con la etiqueta Maisons des illustres, creada en 2011 «para señalar al público los lugares cuya vocación es conservar las colecciones relacionadas con personalidades y darles una mejor visibilidad».

## Propiedad de la familia Montaigne

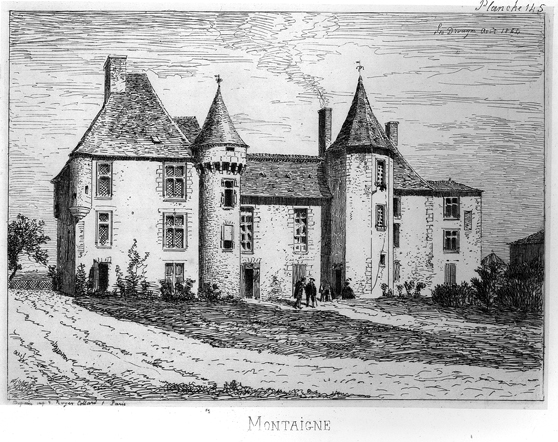
Grabado de Léo Drouyn (1864)

Construido en el corazón de un majestuoso parque, cuyo trazado fue diseñado por el propio filósofo, la residencia fue adquirida en 1477 por el bisabuelo de Montaigne, Ramón Eyquem, un comerciante de Burdeos, que también adquirió el título hereditario de "señor de Montaigne". Su nieto, el padre de Michel, Pierre Eyquem, se instaló en el castillo con su familia, y Michel pasó una infancia estudiosa-se dice que hablaba latín desde la edad de siete años-antes de salir para continuar sus estudios en el colegio de Guyena en Burdeos.
En 1584, Montaigne, recibió en su castillo al rey de Navarra, Enrique de Borbón, el futuro Enrique IV, con el que estableció una sólida amistad, así como a Condé, Rohan y Tourenne. Enrique IV ya le había nombrado caballero de su cámara (Gentilhomme de sa chambre) por una carta patente de 1577.
Desde 1571 hasta su muerte en 1592, Michel de Montaigne escribió sus famosos Ensayos, una de las obras más importantes del humanismo del Renacimiento y fruto de toda una vida de reflexión y lectura. Después de su muerte, su viuda, Françoise de La Chassaigne continuó residiendo en el castillo. Allí recibió a Marie de Gournay, con quien había hecho amistad en 1588 durante un viaje a París, y a la que había enviado una copia anotada de los ensayos, solicitando que cuidara de su publicación, lo que no ocurrió sino hasta quince meses después.

## El castillo después de los Montaigne
En 1860, Pierre Magne, ministro de Napoleón III, compró el castillo, a donde se retiró después de la crisis del 16 de mayo de 1877, alejado por enfermedad de la mayoría de las sesiones del Senado. Allí murió el 17 de febrero de 1879.
En 1885 tuvo lugar un incendio en el castillo, siendo reconstruido en estilo neorrenacentista, no subsistiendo del castillo donde vivió Montaigne nada más que la torre de la librería, donde Montaigne escribió sus Ensayos.
Actualmente es un edificio de propiedad privada, en el que sólo se puede visitar la torre.
La torre de la librería fue clasificada como Monumento Histórico de Francia en 1952, y en 2009 se incluyó la totalidad del castillo y sus aledaños.

## Galería de imágenes

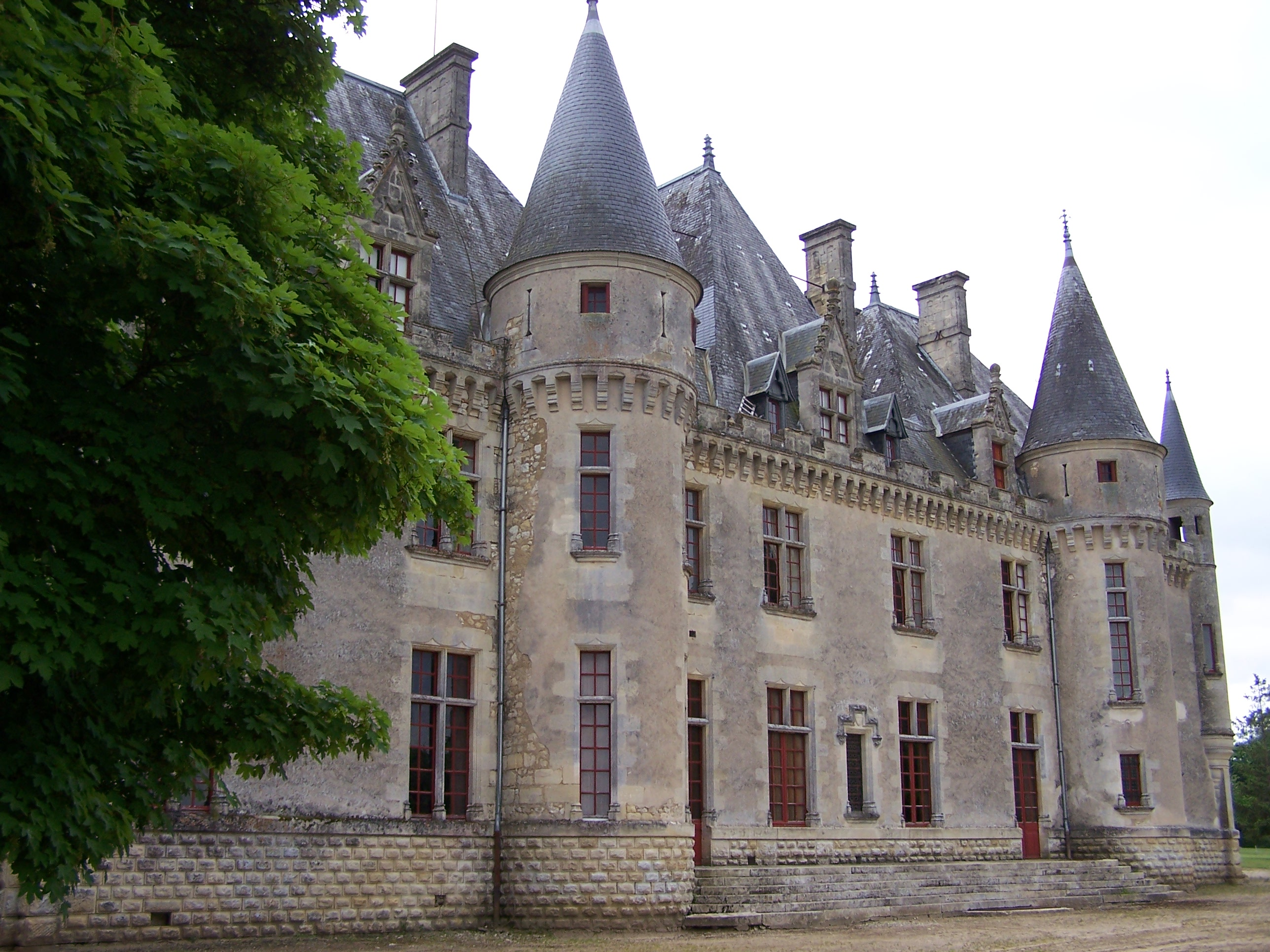
La fachada este del château
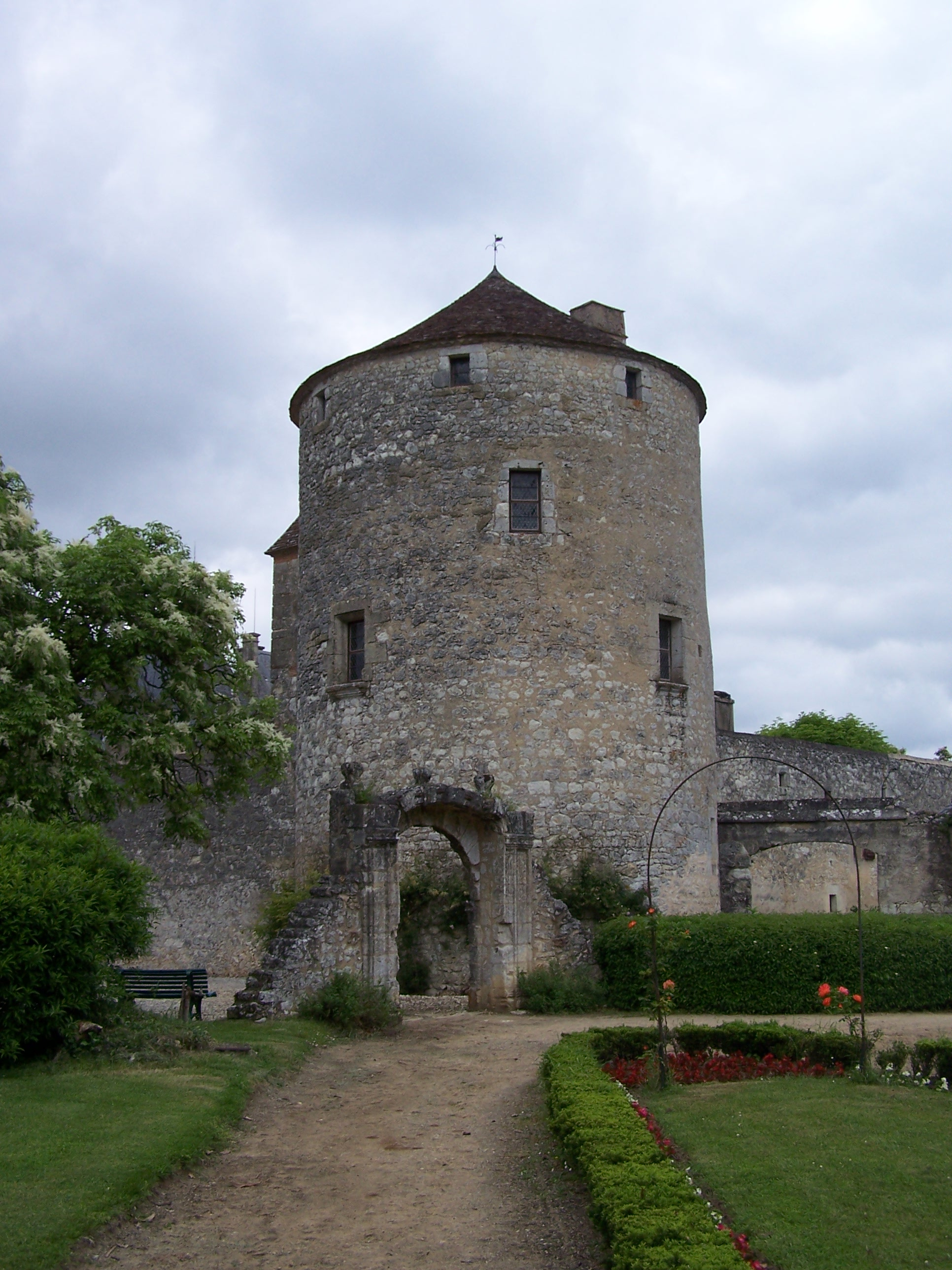
La tour de Montaigne, lado sur
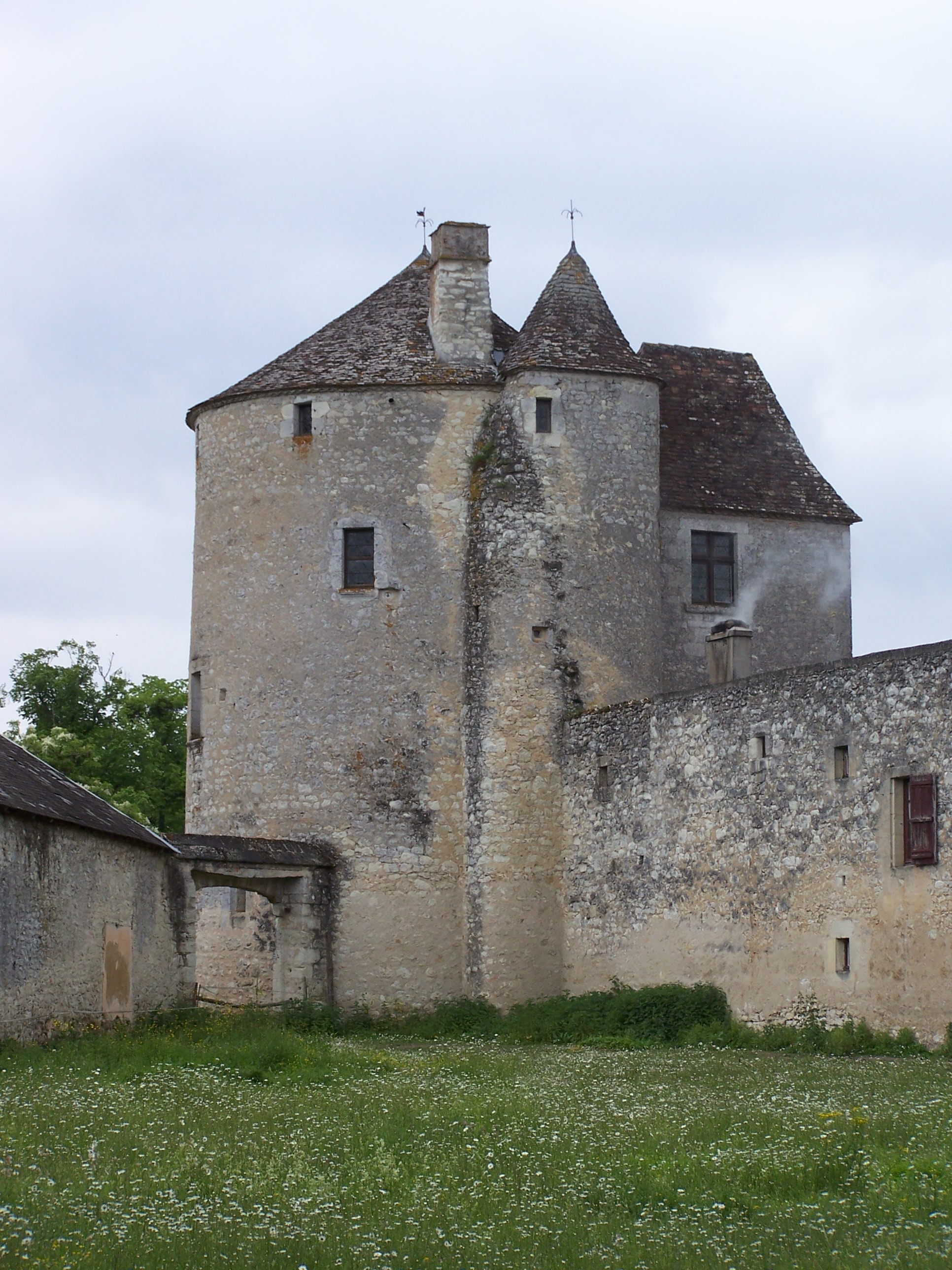
La tour de Montaigne, lado norte
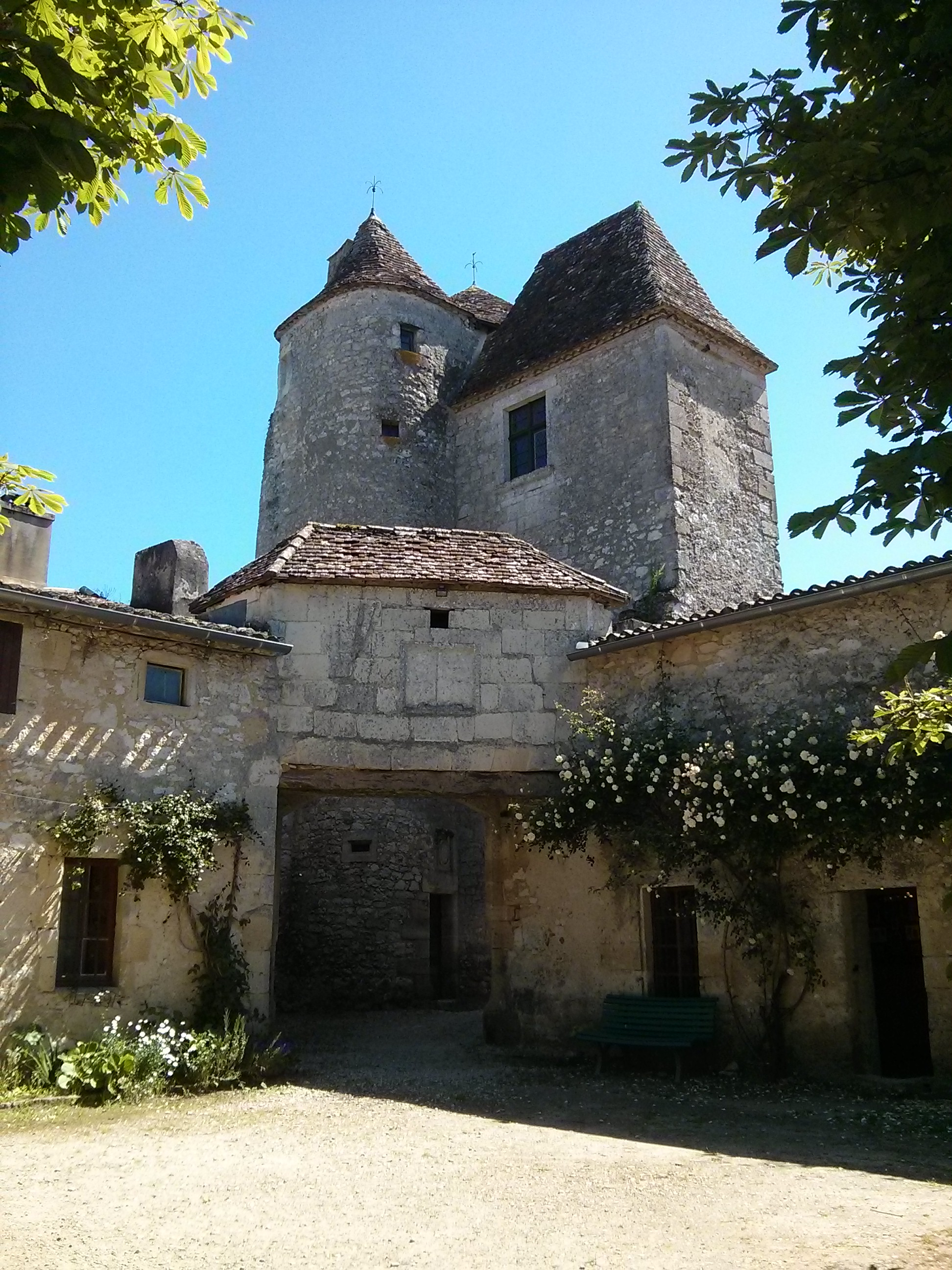
La tour de Michel de Montaigne, vista de la muralla